# Listă de filme de acțiune din anii 1980
Aceasta este o listă de filme de acțiune din anii 1980:
| 1980                                       |                                                      |                                                               |                                                                                    |                                           |
| Any Which Way You Can                      | Buddy Van Horn                                       | Clint Eastwood, Sondra Locke, Ruth Gordon                     | Statele Unite ale Americii                                                         | Action comedy                             |
| The Big Brawl                              | Robert Clouse                                        | Jackie Chan, José Ferrer, Kristine de Bell                    | Statele Unite ale Americii                                                         | [ 2 ]                                     |
| The Blues Brothers                         | John Landis                                          | John Belushi, Dan Aykroyd, James Brown                        | Statele Unite ale Americii                                                         | Action comedy                             |
| The Exterminator                           | James Glickenhaus                                    | Christopher George, Samantha Eggar, Robert Ginty              | Statele Unite ale Americii                                                         | [ 4 ]                                     |
| Flag of Iron                               | Chang Cheh                                           | Chiang Sheng, Guan Feng, Philip Kwok                          | Hong Kong                                                                          | [ 5 ]                                     |
| Le Guignolo                                | Georges Lautner                                      | Jean-Paul Belmondo, Michel Galabru, Georges Géret             | Franța · Italia                                                                    | Action comedy                             |
| The Hunter                                 | Buzz Kulik                                           | Steve McQueen, Eli Wallach, Kathryn Harrold                   | Statele Unite ale Americii                                                         | Action thriller                           |
| The Octagon                                | Eric Karson                                          | Chuck Norris, Karen Carlson, Lee Van Cleef                    | Statele Unite ale Americii                                                         | [ 8 ]                                     |
| The Empire Strikes Back                    | Irvin Kershner                                       | Mark Hamill, Harrison Ford, Carrie Fisher, Billy Dee Williams | Statele Unite ale Americii                                                         | Science fiction action                    |
| Flash Gordon                               | Mike Hodges                                          | Sam J. Jones, Melody Anderson, Chaim Topol                    | Statele Unite ale Americii · Regatul Unit al Marii Britanii și al Irlandei de Nord | Science fiction action                    |
| The Master                                 | Tony Liu                                             | Chan Lau, Chang Lin, Chen Kuan-Tai                            |                                                                                    | [ 11 ]                                    |
| The Rebel Intruders                        | Chang Cheh                                           | Philip Kwok, Chiang Sheng, Lo Meng                            | Hong Kong                                                                          | [ 12 ]                                    |
| Return to the 36th Chamber                 | Lau Kar-Leung                                        | Gordon Liu                                                    | Hong Kong                                                                          | [ 13 ]                                    |
| Smokey and the Bandit II                   | Hal Needham                                          | Burt Reynolds, Sally Field, Dom DeLuise                       | Statele Unite ale Americii                                                         | Action comedy                             |
| Superman II                                | Richard Lester                                       | Christopher Reeve, Gene Hackman, Margot Kidder                | Regatul Unit al Marii Britanii și al Irlandei de Nord · Statele Unite ale Americii | Superhero film                            |
| Trois Hommes à Abattre                     | Jacques Deray                                        | Alain Delon, Pierre Dux, Dalila di Lazzaro                    | Franța                                                                             | Action thriller                           |
| Two Champions of Shaolin                   | Chang Cheh                                           | Lo Meng, Chiang Sheng, Sun Chien                              | Hong Kong                                                                          | [ 17 ]                                    |
| 1981                                       |                                                      |                                                               |                                                                                    |                                           |
| The Cannonball Run                         | Hal Needham                                          | Burt Reynolds, Roger Moore, Farrah Fawcett                    | Statele Unite ale Americii                                                         | Action comedy                             |
| City Heat                                  | Richard Benjamin                                     | Clint Eastwood, Burt Reynolds, Jane Alexander                 | Statele Unite ale Americii                                                         | [ 19 ]                                    |
| Class of 1984                              | Mark L. Lester                                       | Perry King, Timothy Van Patten, Merrie Lynn Ross              | Canada                                                                             | Action thriller                           |
| Condorman                                  | Charles Jarrott                                      | Michael Crawford, Oliver Reed, Barbara Carrera                | Statele Unite ale Americii                                                         | Superhero film, action thriller           |
| Enter the Ninja                            | Menahem Golan                                        | Franco Nero, Susan George, Sho Kosugi                         | Statele Unite ale Americii                                                         | [ 22 ]                                    |
| Escape from New York                       | John Carpenter                                       | Kurt Russell, Lee Van Cleef, Ernest Borgnine                  | Statele Unite ale Americii                                                         | Science fiction action                    |
| Encounters of the Spooky Kind              | Sammo Hung                                           | Sammo Hung, Chung Fat, Chan Lung                              | Hong Kong                                                                          | Martial arts film                         |
| An Eye for an Eye                          | Steve Carver                                         | Chuck Norris, Christopher Lee, Richard Roundtree              | Statele Unite ale Americii                                                         | Martial arts film                         |
| Game of Death II                           | Ng See Yuen                                          | Tang Lung                                                     | Hong Kong                                                                          | [ 26 ]                                    |
| Nighthawks                                 | Bruce Malmuth                                        | Sylvester Stallone, Billy Dee Williams, Rutger Hauer          | Statele Unite ale Americii                                                         | Action thriller                           |
| Knightriders                               | George A. Romero                                     | Ed Harris, Gary Lahti, Tom Savini                             | Statele Unite ale Americii                                                         | [ 28 ]                                    |
| My Young Auntie                            | Liu Chia-Liang                                       | Liu Chia-Liang, Hui Ying-Hung, Liu Chia-hui                   | Hong Kong                                                                          | Action comedy, martial arts film          |
| Outland                                    | Peter Hyams                                          | Sean Connery, Francis Sternhagen, Peter Boyle                 | Statele Unite ale Americii                                                         | Science fiction action                    |
| Le Professionnel                           | Georges Lautner                                      | Jean-Paul Belmondo, Michel Beaune, Cyrielle Claire            | Franța                                                                             | Action thriller                           |
| Raiders of the Lost Ark                    | Steven Spielberg                                     | Harrison Ford, Karen Allen, Denholm Elliott                   | Statele Unite ale Americii                                                         | [ 32 ]                                    |
| The Road Warrior                           | George Miller                                        | Mel Gibson, Virginia Hey, Syd Heylen                          | Australia                                                                          | [ 33 ]                                    |
| Sharky's Machine                           | Burt Reynolds                                        | Burt Reynolds, Vittorio Gassman, Rachel Ward                  | Statele Unite ale Americii                                                         | Action thriller                           |
| Southern Comfort                           | Walter Hill                                          | Keith Carradine, Powers Boothe, Fred Ward                     | Statele Unite ale Americii                                                         | Action thriller                           |
| The True Game of Death                     | Chen Tien Tai                                        | Hsao Lung, Shou Lung                                          |                                                                                    | [ 36 ]                                    |
| 1982                                       |                                                      |                                                               |                                                                                    |                                           |
| 1990: The Bronx Warriors                   | Enzo G. Castellari                                   | Vic Morrow, Christopher Connelly, Fred Williamson             | Italia                                                                             | Science fiction action                    |
| 48 Hrs.                                    | Walter Hill                                          | Nick Nolte, Eddie Murphy                                      | Statele Unite ale Americii                                                         | Action comedy                             |
| Anno 2020 - I gladiatori del futuro        | Joe D'Amato                                          | Harrison Muller, Al Cliver, Sabrina Siani                     | Italia                                                                             | Science fiction action                    |
| Burst City                                 | Sogo Ishii                                           | Takanori Jinnai                                               | Japonia                                                                            | [ 40 ]                                    |
| Carry On Pickpocket                        | Sammo Hung                                           | Frankie Chan, Sammo Hung, Richard Ng                          | Hong Kong                                                                          | [ 41 ]                                    |
| The Challenge                              | John Frankenheimer                                   | Scott Glenn, Toshirō Mifune, Donna Kei Benz                   | Statele Unite ale Americii                                                         | Martial arts film                         |
| Conan the Barbarian                        | John Milius                                          | Arnold Schwarzenegger, James Earl Jones, Max von Sydow        | Statele Unite ale Americii                                                         | [ 43 ]                                    |
| The Dead and the Deadly                    | Wu Ma                                                | Cherie Chung, Sammo Hung, Lam Ching-ying                      | Hong Kong                                                                          | Action comedy, martial arts film          |
| Death Wish 2                               | Michael Winner                                       | Charles Bronson, Jill Ireland, Vincent Gardenia               | Statele Unite ale Americii                                                         | Action thriller                           |
| Dragon Lord                                | Jackie Chan                                          | Jackie Chan, Chen Hui-Min, Mars                               | Hong Kong                                                                          | [ 46 ]                                    |
| Firefox                                    | Clint Eastwood                                       | Clint Eastwood, David Huffman, Freddie Jones                  | Statele Unite ale Americii                                                         | [ 47 ]                                    |
| First Blood                                | Ted Kotcheff                                         | Sylvester Stallone                                            | Statele Unite ale Americii                                                         | Action thriller                           |
| Five Element Ninjas                        | Chang Cheh                                           | Chen Pei Hsi, Cheng Tien Chi, Chu Ke                          |                                                                                    | [ 49 ]                                    |
| Forced Vengeance                           | James Fargo                                          | Chuck Norris, Mary Louise Weller, Michael Cavanaugh           | Statele Unite ale Americii                                                         | Action thriller, martial arts film        |
| Human Lanterns                             | Sun Chung                                            | Lo Lieh, Chen Kuan-Tai, Lo Mang                               | Hong Kong                                                                          | [ 51 ]                                    |
| The Junkman                                | H. B. Halicki                                        | H. B. Halicki, Christopher Stone, Susan Shaw                  | Statele Unite ale Americii                                                         | Action comedy                             |
| Legendary Weapons of China                 | Liu Chia-Liang                                       | Fu Sheng, Lee Shao Hwa, Liu Chia-Liang                        | Hong Kong                                                                          | [ 53 ]                                    |
| The New Barbarians                         | Enzo G. Castellari                                   | Fred Williamson, Anna Kanakis, Venantino Venantini            | Italia                                                                             | Science fiction action                    |
| One Down Two to Go                         | Fred Williamson                                      | Fred Williamson, Jim Brown, Jim Kelly                         | Statele Unite ale Americii                                                         | [ 55 ]                                    |
| The Prodigal Son                           | Sammo Hung                                           | Yuen Biao, Frankie Chan, Lam Ching-ying                       | Hong Kong                                                                          | Martial arts film                         |
| Running on Empty                           | John Clark                                           | Terry Serio, Deborah Conway, Geoff Rhoe                       | Australia                                                                          | [ 57 ]                                    |
| Shaolin Temple                             | Cheung Yam Yim                                       | Jet Li                                                        | Hong Kong                                                                          | Martial arts film                         |
| The Soldier                                | James Glickenhaus                                    | Ken Wahl, Klaus Kinski, Alberta Watson                        | Statele Unite ale Americii                                                         | [ 59 ]                                    |
| Tron                                       | Steven Lisberger                                     | Jeff Bridges, Bruce Boxleitner, Cindy Morgan                  | Statele Unite ale Americii                                                         | Science fiction action                    |
| Turkey Shoot                               | Brian Trenchard-Smith                                | Steve Railsback, Olivia Hussey, Michael Craig                 | Australia                                                                          | Action thriller                           |
| Warlords of the 21st Century               | Harley Cokliss                                       | Michael Beck, Annie McEnroe, James Wainwright                 | Statele Unite ale Americii                                                         | [ 62 ]                                    |
| 1983                                       |                                                      |                                                               |                                                                                    |                                           |
| 10 to Midnight                             | J. Lee Thompson                                      | Charles Bronson, Lisa Eilbacher, Gene Davis                   | Statele Unite ale Americii                                                         | Action thriller                           |
| 2019, After the Fall of New York           | Sergio Martino                                       | Michael Sopkiw, Valentine Monnier, Anna Kanakis               | Italia · Franța                                                                    | Science fiction action                    |
| Bastard Swordsman                          | Lu Chun-ku                                           | Norman Chu, Alex Man Chi-Leung, Liu Yung                      | Hong Kong                                                                          | [ 65 ]                                    |
| Blue Thunder                               | John Badham                                          | Roy Scheider, Malcolm McDowell, Warren Oates                  | Statele Unite ale Americii                                                         | [ 66 ]                                    |
| The Boxer's Omen                           | Kuei Chi Hung                                        | Bolo Yeung, Lung Wei Wang                                     | Hong Kong                                                                          | [ 67 ]                                    |
| Eight-Diagram Pole Fighter                 | Lau Kar-leung                                        | Alexander Fu Sheng, Gordon Liu                                | Hong Kong                                                                          | [ 68 ]                                    |
| Endgame                                    | Joe D'Amato                                          | Al Cliver, Laura Gemser, George Eastman                       | Italia                                                                             | Science fiction action                    |
| Escape from the Bronx                      | Enzo G. Castellari                                   | Mark Gregory, Henry Silva, Valeria D'Obici                    | Italia                                                                             | [ 70 ]                                    |
| Exterminators of the Year 3000             | Giuliano Carmineo                                    | Robert Jannucci, Alicia Moro, Eduardo Fajardo                 | Italia · Spania · Statele Unite ale Americii                                       | [ 71 ]                                    |
| Fearless Hyena Part II                     | Chuen Chan                                           | Jackie Chan                                                   | Hong Kong                                                                          | [ 72 ]                                    |
| The Final Executioner                      | Romolo Guerrieri                                     | William Mang, Marina Costa, Harrison Muller                   | Italia                                                                             | [ 73 ]                                    |
| Go for It                                  | Enzo Barboni                                         | Bud Spencer, Faith Minton, Terence Hill                       | Italia                                                                             | [ 74 ]                                    |
| Golgo 13: The Professional                 | Osamu Dezaki, Shichiro Kobayashi, Hirokazu Takahashi |                                                               | Japonia                                                                            | [ 75 ]                                    |
| Holy Flame of the Martial World            | Lu Chun-ku                                           | Candy Wen Hsueh-Erh, Huang Min-Yi, Kuo Chue                   | Hong Kong                                                                          | [ 76 ]                                    |
| Lone Wolf McQuade                          | Steve Carver                                         | Chuck Norris, David Carradine, Barbara Carrera                | Statele Unite ale Americii                                                         | [ 77 ]                                    |
| Le Marginal                                | Jacques Deray                                        | Jean-Paul Belmondo, Henry Silva, Claude Brosset               | Franța                                                                             | Action thriller                           |
| Never Say Never Again                      | Irvin Kershner                                       | Sean Connery, Klaus Maria Brandauer, Max von Sydow            | Statele Unite ale Americii                                                         | [ 79 ]                                    |
| Octopussy                                  | John Glen                                            | Roger Moore, Maud Adams, Louis Jourdan                        | Regatul Unit al Marii Britanii și al Irlandei de Nord                              | Action thriller                           |
| Project A                                  | Jackie Chan                                          | Jackie Chan, Sammo Hung, Yuen Biao                            | Hong Kong                                                                          | Martial arts film                         |
| Revenge of the Ninja                       | Sam Firstenberg                                      | Sho Kosugi, Keith Vitali, Virgil Frye                         | Statele Unite ale Americii                                                         | [ 82 ]                                    |
| Shaolin Drunkard                           | Yuen Woo Ping                                        | Simon Yuen, Yuen Cheung-Yan                                   | Hong Kong                                                                          | [ 83 ]                                    |
| Return of the Jedi                         | Richard Marquand                                     | Mark Hamill, Harrison Ford, Carrie Fisher, Billy Dee Williams | Statele Unite ale Americii                                                         | Science fiction action                    |
| Smokey and the Bandit 3                    | Dick Lowry                                           | Jackie Gleason, Jerry Reed, Mike Henry                        | Statele Unite ale Americii                                                         | [ 85 ]                                    |
| Stroker Ace                                | Hal Needham                                          | Burt Reynolds, Ned Beatty, Jim Nabors                         | Statele Unite ale Americii                                                         | [ 86 ]                                    |
| Sudden Impact                              | Clint Eastwood                                       | Clint Eastwood, Sondra Locke, Pat Hingle                      | Statele Unite ale Americii                                                         | Action thriller                           |
| Superman III                               | Richard Lester                                       | Christopher Reeve, Richard Pryor, Jackie Cooper               | Statele Unite ale Americii                                                         | Superhero film                            |
| Uncommon Valor                             | Ted Kotcheff                                         | Gene Hackman, Robert Stack, Fred Ward                         | Statele Unite ale Americii                                                         | [ 89 ]                                    |
| Vigilante                                  | William Lustig                                       | Robert Forster, Fred Williamson, Richard Bright               | Statele Unite ale Americii                                                         | Action thriller                           |
| Zu Warriors from the Magic Mountain        | Tsui Hark                                            | Yuen Biao, Tsui Siu Keung, Sammo Hung                         | Hong Kong                                                                          | [ 91 ]                                    |
| 1984                                       |                                                      |                                                               |                                                                                    |                                           |
| A Breed Apart                              | Philippe Mora                                        | Rutger Hauer, Powers Boothe, Kathleen Turner                  | Statele Unite ale Americii                                                         | [ 92 ]                                    |
| Alley Cat                                  | Victor M. Ordonez, Eduardo Palmos, Al Valletta       | Karin Mani, Robert Torti                                      | Statele Unite ale Americii                                                         | [ 93 ]                                    |
| Beverly Hills Cop                          | Martin Brest                                         | Eddie Murphy, Judge Reinhold, Lisa Eilbacher                  | Statele Unite ale Americii                                                         | Action comedy                             |
| Blastfighter                               | Lamberto Bava                                        | Michael Sopkiw, Valerie Blake, George Eastman                 | Italia · Franța                                                                    | Action thriller                           |
| Cannonball Run II                          | Hal Needham                                          | Burt Reynolds, Dom DeLuise, Shirley MacLaine                  | Statele Unite ale Americii                                                         | Action comedy                             |
| Code Name: Wild Geese                      | Antonio Margheriti                                   | Lewis Collins, Lee Van Cleef, Ernest Borgnine                 | Italia · Germania de Vest                                                          | [ 97 ]                                    |
| Conan the Destroyer                        | Richard Fleischer                                    | Arnold Schwarzenegger, Grace Jones, Wilt Chamberlain          | Statele Unite ale Americii                                                         | [ 98 ]                                    |
| The Exterminator 2                         | Mark Buntzman, William Sachs                         | Robert Ginty, Mario Van Peebles, Deborah Geffner              | Statele Unite ale Americii                                                         | Action thriller                           |
| Firestarter                                | Mark L. Lester                                       | David Keith, Drew Barrymore, George C. Scott                  | Statele Unite ale Americii                                                         | Action thriller                           |
| Indiana Jones and the Temple of Doom       | Steven Spielberg                                     | Harrison Ford, Kate Capshaw, Amrish Puri                      | Statele Unite ale Americii                                                         | [ 101 ]                                   |
| Kids From Shaolin                          | Cheung Yam Yim                                       | Jet Li                                                        | Hong Kong                                                                          | [ 102 ]                                   |
| Missing in Action                          | Joseph Zito                                          | Chuck Norris, M. Emmet Walsh, Lenore Kasdorf                  | Statele Unite ale Americii                                                         | Action thriller                           |
| Ninja III: The Domination                  | Sam Firstenberg                                      | Lucinda Dickey, Jordan Bennett, Sho Kosugi                    | Statele Unite ale Americii                                                         | [ 104 ]                                   |
| The Ninja Mission                          | Mats Helge                                           | Curt Brober, Christopher Kohlberg, Hanna Pola                 | Suedia · Regatul Unit al Marii Britanii și al Irlandei de Nord                     | [ 105 ]                                   |
| Raiders of the Shaolin Temple              | Godfrey Ho                                           |                                                               | Taiwan                                                                             | [ 106 ]                                   |
| Revenge of the Drunken Master              | Godfrey Ho                                           | Chen Hui Liu, Wen Chiang Lung                                 | Hong Kong                                                                          | [ 107 ]                                   |
| Roadhouse 66                               | John Mark Robinson                                   | Willem Dafoe, Judge Reinhold, Kaaren Lee                      | Statele Unite ale Americii                                                         | [ 108 ]                                   |
| Sheena                                     | John Guillermin                                      | Tanya Roberts, Ted Wass, Donovan Scott                        | Statele Unite ale Americii                                                         | [ 109 ]                                   |
| Streets of Fire                            | Walter Hill                                          | Michael Paré, Diane Lane, Rick Moranis                        | Statele Unite ale Americii                                                         | [ 110 ]                                   |
| The Terminator                             | James Cameron                                        | Arnold Schwarzenegger, Michael Biehn, Linda Hamilton          | Statele Unite ale Americii                                                         | [ 111 ]                                   |
| Toy Soldiers                               | David Andrew Fisher                                  | Jason Miller, Cleavon Little, Terri Garber                    | Statele Unite ale Americii                                                         | [ 112 ]                                   |
| Wheels on Meals                            | Sammo Hung                                           | Jackie Chan, Yuen Biao, Sammo Hung                            | Hong Kong                                                                          | Action comedy, martial arts film          |
| 1985                                       |                                                      |                                                               |                                                                                    |                                           |
| A View to a Kill                           | John Glen                                            | Roger Moore, Christopher Walken, Tanya Roberts                | Regatul Unit al Marii Britanii și al Irlandei de Nord                              | [ 114 ]                                   |
| American Ninja                             | Sam Firstenberg                                      | Michael Dudikoff, Steve James, John Fujioka                   | Statele Unite ale Americii                                                         | [ 115 ]                                   |
| Black Moon Rising                          | Harley Cokliss                                       | Tommy Lee Jones, Linda Hamilton, Robert Vaughn                | Statele Unite ale Americii                                                         | [ 116 ]                                   |
| Code of Silence                            | Andrew Davis                                         | Chuck Norris, Henry Silva, Bert Remsen                        | Statele Unite ale Americii                                                         | [ 117 ]                                   |
| Commando                                   | Mark L. Lester                                       | Arnold Schwarzenegger, Vernon Wells, Bill Duke                | Statele Unite ale Americii                                                         | r                                         |
| Death Wish 3                               | Michael Winner                                       | Charles Bronson, Deborah Raffin, Ed Lauter                    | Statele Unite ale Americii                                                         | [ 119 ]                                   |
| Disciples of the 36th Chamber              | Lau Kar-leung                                        | Hsiao Ho, Gordon Liu                                          | Hong Kong                                                                          | [ 120 ]                                   |
| Gymkata                                    | Robert Clouse                                        | Kurt Thomas, Tetchie Agbayani, Richard Norton                 | Statele Unite ale Americii                                                         | Martial arts film                         |
| Heart of Dragon                            | Sammo Hung                                           | Jackie Chan, Sammo Hung, Emily Chu                            | Hong Kong                                                                          | [ 122 ]                                   |
| Invasion U.S.A.                            | Joseph Zito                                          | Chuck Norris, Richard Lynch, Melissa Prophet                  | Statele Unite ale Americii                                                         | [ 123 ]                                   |
| King Solomon's Mines                       | J. Lee Thompson                                      | Richard Chamberlain, Sharon Stone, Herbert Lom                | Statele Unite ale Americii                                                         | [ 124 ]                                   |
| The Last Dragon                            | Michael Schultz                                      | Taimak, Vanity, Christopher Murney                            | Statele Unite ale Americii                                                         | [ 125 ]                                   |
| Light Blast                                | Enzo G. Castellari                                   | Erik Estrada, Michael Pritchard, Thomas Moore                 | Italia                                                                             | [ 126 ]                                   |
| Mad Max Beyond Thunderdome                 | George Ogilvie, George Miller                        | Mel Gibson, Tina Turner, Angelo Rossitto                      | Australia                                                                          | [ 127 ]                                   |
| Malibu Express                             | Andy Sidaris                                         | Darby Hinton, Sybil Danning, Art Metrano                      | Statele Unite ale Americii                                                         | [ 128 ]                                   |
| Missing in Action 2: The Beginning         | Lance Hool                                           | Chuck Norris, Soon-Teck Oh, Cosie Costa                       | Statele Unite ale Americii                                                         | [ 129 ]                                   |
| Mr. Vampire                                | Ricky Lau                                            | Ricky Hui, Moon Lee, Chin Suit Ho                             | Hong Kong                                                                          | [ 130 ]                                   |
| My Lucky Stars                             | Sammo Hung                                           | Richard Harrison, Hwang Jang Lee                              | Hong Kong                                                                          | [ 131 ]                                   |
| Ninja Terminator                           | Godfrey Ho                                           | Jackie Chan, Yuen Biao                                        |                                                                                    | [ 132 ]                                   |
| Parole De Flic                             | José Pinheiro                                        | Alain Delon, Jacques Perrin, Fiona Gelin                      | Franța                                                                             | [ 133 ]                                   |
| The Protector                              | James Glickenhaus                                    | Jackie Chan, Danny Aiello, Roy Chiao                          | Hong Kong · Statele Unite ale Americii                                             | [ 134 ]                                   |
| Police Story                               | Jackie Chan                                          | Jackie Chan, Maggie Cheung, Cho Yuen                          | Hong Kong                                                                          | [ 135 ]                                   |
| Rambo: First Blood Part II                 | George Pan Cosmatos                                  | Sylvester Stallone, Richard Crenna, Charles Napier            | Statele Unite ale Americii                                                         | [ 136 ]                                   |
| Red Sonja                                  | Richard Fleischer                                    | Arnold Schwarzenegger, Brigitte Nielsen, Sandahl Bergman      | Statele Unite ale Americii                                                         | [ 137 ]                                   |
| Remo Williams: The Adventure Begins        | Guy Hamilton                                         | Fred Ward, Joel Grey, Wilford Brimley                         | Statele Unite ale Americii                                                         | [ 138 ]                                   |
| Runaway Train                              | Andrei Konchalovsky                                  | Jon Voight, Eric Roberts, Rebecca De Mornay                   | Statele Unite ale Americii                                                         | [ 139 ]                                   |
| Les Spécialistes                           | Patrice Leconte                                      | Gérard Lanvin, Bernard Giraudeau, Christiane Jean             | Franța                                                                             | Action comedy                             |
| Spies Like Us                              | John Landis                                          | Chevy Chase, Dan Aykroyd, Steve Forrest                       | Statele Unite ale Americii                                                         | [ 141 ]                                   |
| Target                                     | Arthur Penn                                          | Gene Hackman, Matt Dillon, Gayle Hunnicutt                    | Statele Unite ale Americii                                                         | Action thriller                           |
| To Live and Die in L.A.                    | William Friedkin                                     | William L. Petersen, Willem Dafoe, John Pankow                | Statele Unite ale Americii                                                         | Action thriller                           |
| Twinkle, Twinkle, Lucky Stars              | Sammo Hung                                           | Jackie Chan, Yuen Biao, Sammo Hung                            | Hong Kong                                                                          | [ 144 ]                                   |
| Wild Geese II                              | Peter Hunt                                           | Scott Glenn, Barbara Carrera, Edward Fox                      | Regatul Unit al Marii Britanii și al Irlandei de Nord                              | [ 145 ]                                   |
| Year of the Dragon                         | Michael Cimino                                       | Mickey Rourke, John Lone, Ariane                              | Statele Unite ale Americii                                                         | Action thriller                           |
| Yes, Madam!                                | Corey Yuen                                           | Michelle Yeoh, Cynthia Rothrock                               | Hong Kong                                                                          | Martial arts film                         |
| 1986                                       |                                                      |                                                               |                                                                                    |                                           |
| A Better Tomorrow                          | John Woo                                             | Chow Yun-fat, Leslie Cheung, Ti Lung                          | Hong Kong                                                                          | Action thriller                           |
| Aliens                                     | James Cameron                                        | Sigourney Weaver, Carrie Henn, Michael Biehn                  | Statele Unite ale Americii                                                         | Science fiction action                    |
| Allan Quatermain and the Lost City of Gold | Gary Nelson                                          | Richard Chamberlain, Sharon Stone, James Earl Jones           | Statele Unite ale Americii                                                         | [ 150 ]                                   |
| Armed Response                             | Fred Olen Ray                                        | David Carradine, Lee Van Cleef, Mako                          | Statele Unite ale Americii                                                         | [ 151 ]                                   |
| Banzai Runner                              | John G. Thomas                                       | Dean Stockwell, John Shepherd, Charles Dierkop                | Statele Unite ale Americii                                                         | [ 152 ]                                   |
| Big Trouble in Little China                | John Carpenter                                       | Kurt Russell, Kim Cattrall                                    | Statele Unite ale Americii                                                         | [ 153 ]                                   |
| Bleu Comme L'Enfer                         | Yves Boisset                                         | Lambert Wilson, Tchéky Karyo, Myriem Roussel                  | Franța                                                                             | Action thriller                           |
| Born American                              | Renny Harlin                                         | Mike Norris, Steve Durham, David Coburn                       | Finlanda · Statele Unite ale Americii                                              | [ 155 ]                                   |
| Clash of the Ninjas                        | Wallace Chan                                         | Thomas Allen, Eddie Chan, Bernie Junker                       | Hong Kong                                                                          | [ 156 ]                                   |
| Cobra                                      | George Pan Cosmatos                                  | Sylvester Stallone, Brigitte Nielsen, Reni Santoni            | Statele Unite ale Americii                                                         | [ 157 ]                                   |
| The Delta Force                            | Menahem Golan                                        | Chuck Norris, Lee Marvin                                      | Statele Unite ale Americii                                                         | [ 158 ]                                   |
| Eastern Condors                            | Sammo Hung                                           | Sammo Hung, Yuen Biao, Joyce Godenzi                          | Hong Kong                                                                          | [ 159 ]                                   |
| F/X                                        | Robert Mandel                                        | Bryan Brown, Brian Dennehy, Diane Venora                      | Statele Unite ale Americii                                                         | [ 160 ]                                   |
| Fair Game                                  | Mario Andreacchio                                    | Cassandra Delaney, Peter Ford, David Sandford                 | Australia                                                                          | [ 161 ]                                   |
| Firewalker                                 | J. Lee Thompson                                      | Chuck Norris, Louis Gossett, Jr., Melody Anderson             | Statele Unite ale Americii                                                         | [ 162 ]                                   |
| The Golden Child                           | Michael Ritchie                                      | Eddie Murphy, Charles Dance, Charlotte Lewis                  | Statele Unite ale Americii                                                         | [ 163 ]                                   |
| Heroes Shed No Tears                       | John Woo                                             | Yuet Sang Chin, Doo Hee Jang, Ho Kon Kim                      | Hong Kong                                                                          | [ 164 ]                                   |
| Iron Eagle                                 | Sidney J. Furie                                      | Louis Gossett, Jr., Jason Gedrick, David Suchet               | Statele Unite ale Americii                                                         | [ 165 ]                                   |
| Jumpin' Jack Flash                         | Penny Marshall                                       | Whoopi Goldberg, Stephen Collins, Jonathan Pryce              | Statele Unite ale Americii                                                         | Action comedy                             |
| Maximum Overdrive                          | Stephen King                                         | Emilio Estevez, Pat Hingle, Laura Harrington                  | Statele Unite ale Americii                                                         | Science fiction action                    |
| Millionaire's Express                      | Sammo Hung                                           | Sammo Hung, Yuen Biao, Cynthia Rothrock                       | Hong Kong                                                                          | [ 168 ]                                   |
| Murphy's Law                               | J. Lee Thompson                                      | Charles Bronson, Kathleen Wilhoite, Carrie Snodgress          | Statele Unite ale Americii                                                         | Action thriller                           |
| No Retreat, No Surrender                   | Corey Yuen                                           | Jean-Claude Van Damme, Kurt McKinney, J.W. Fails              | Statele Unite ale Americii · Hong Kong                                             | [ 170 ]                                   |
| Raw Deal                                   | John Irvin                                           | Arnold Schwarzenegger, Kathryn Harrold, Sam Wanamaker         | Statele Unite ale Americii                                                         | [ 171 ]                                   |
| Righting Wrongs                            | Corey Yuen                                           | Cynthia Rothrock, Yuen Biao                                   | Hong Kong                                                                          | [ 172 ]                                   |
| Le Solitaire                               | Jacques Deray                                        | Jean-Paul Belmondo, Jean-Pierre Malo, Michel Creton           | Franța                                                                             | [ 173 ]                                   |
| The Wraith                                 | Mike Marvin                                          | Charlie Sheen, Nick Cassavetes, Ramdy Quaid                   | Statele Unite ale Americii                                                         | [ 174 ]                                   |
| 1987                                       |                                                      |                                                               |                                                                                    |                                           |
| American Ninja 2: The Confrontation        | Sam Firstenberg                                      | Michael Dudikoff, Steve James, Jeff Weston                    | Statele Unite ale Americii                                                         | Martial arts film                         |
| Armour of God                              | Jackie Chan                                          | Jackie Chan, Alan Tam, Rosamund Kwan                          | Hong Kong                                                                          | Martial arts film                         |
| A Better Tomorrow II                       | John Woo                                             | Chow Yun-fat, Emily Chu, Waise Lee                            | Hong Kong                                                                          | [ 177 ] [ 178 ]                           |
| Beverly Hills Cop II                       | Tony Scott                                           | Eddie Murphy, Judge Reinhold, Jürgen Prochnow                 | Statele Unite ale Americii                                                         | Action comedy                             |
| Cherry 2000                                | Steve De Jarnatt                                     | Melanie Griffith, David Andrews, Ben Johnson                  | Statele Unite ale Americii                                                         | [ 180 ]                                   |
| Death Before Dishonor                      | Terry J. Leonard                                     | Fred Dryer, Brian Keith, Paul Winfield                        | Statele Unite ale Americii                                                         | [ 181 ]                                   |
| Death Wish 4: The Crackdown                | J. Lee Thompson                                      | Charles Bronson, Kay Lenz, John Ryan                          | Statele Unite ale Americii                                                         | Action thriller                           |
| Extreme Prejudice                          | Walter Hill                                          | Nick Nolte, Powers Boothe, Michael Ironside                   | Statele Unite ale Americii                                                         | Action thriller                           |
| Fatal Beauty                               | Tom Holland                                          | Whoopi Goldberg, Sam Elliott, Rubén Blades                    | Statele Unite ale Americii                                                         | Action thriller                           |
| Hard Ticket to Hawaii                      | Andy Sidaris                                         | Ronn Moss, Dona Speir, Hope-Marie Carlton                     | Statele Unite ale Americii                                                         | Action thriller                           |
| Lethal Weapon                              | Richard Donner                                       | Mel Gibson, Danny Glover, Gary Busey                          | Statele Unite ale Americii                                                         | Action thriller                           |
| The Living Daylights                       | John Glen                                            | Timothy Dalton, Maryam D'Abo, Jeroen Krabbé                   | Regatul Unit al Marii Britanii și al Irlandei de Nord                              | [ 187 ]                                   |
| Magnificent Warriors                       | David Chung                                          | Richard Ng, Michelle Yeoh, Derek Yee                          | Hong Kong                                                                          | [ 188 ]                                   |
| Masters of the Universe                    | Gary Goddard                                         | Dolph Lundgren, Frank Langella, Meg Foster                    | Statele Unite ale Americii                                                         | [ 189 ]                                   |
| Predator                                   | John McTiernan                                       | Arnold Schwarzenegger, Carl Weathers, Elpidia Carrillo        | Statele Unite ale Americii                                                         | Science fiction action                    |
| Prison on Fire                             | Ringo Lam                                            | Chow Yun-fat, Tony Leung Kar-Fai, Roy Cheung                  | Republica Populară Chineză · Hong Kong                                             | Action thriller                           |
| Project A II                               | Jackie Chan                                          | Jackie Chan, Maggie Cheung, Rosamund Kwan                     | Hong Kong                                                                          | Action comedy, martial arts               |
| RoboCop                                    | Paul Verhoeven                                       | Peter Weller, Nancy Allen, Ronny Cox                          | Statele Unite ale Americii                                                         | Science fiction action                    |
| The Running Man                            | Paul Michael Glaser                                  | Arnold Schwarzenegger, María Conchita Alonso, Richard Dawson  | Statele Unite ale Americii                                                         | Science fiction action                    |
| Superman IV: The Quest for Peace           | Sidney J. Furie                                      | Christopher Reeve, Gene Hackman, Jackie Cooper                | Statele Unite ale Americii                                                         | Superhero film                            |
| Surf Nazis Must Die                        | Peter George                                         | Barry Brenner, Gail Neely, Michael Sonya                      | Statele Unite ale Americii                                                         | [ 196 ]                                   |
| Thou Shalt Not Kill... Except              | Josh Becker                                          | Brian Schulz, John Manfredi, Robert Rickman                   | Statele Unite ale Americii                                                         | Action thriller                           |
| Walker                                     | Alex Cox                                             | Ed Harris, Marlee Matlin, Peter Boyle                         | Statele Unite ale Americii · Nicaragua                                             | [ 198 ]                                   |
| Wanted: Dead or Alive                      | Gary Sherman                                         | Rutger Hauer, Gene Simmons, Robert Guillaume                  | Statele Unite ale Americii                                                         | [ 199 ]                                   |
| 1988                                       |                                                      |                                                               |                                                                                    |                                           |
| Above the Law                              | Andrew Davis                                         | Steven Seagal, Pam Grier, Sharon Stone                        | Statele Unite ale Americii                                                         | Action thriller                           |
| Action Jackson                             | Craig R. Baxley                                      | Carl Weathers, Vanity, Craig T. Nelson                        | Statele Unite ale Americii                                                         | [ 201 ]                                   |
| American Rampage                           | David DeCoteau                                       | Samantha York                                                 | Statele Unite ale Americii                                                         | [ 202 ]                                   |
| Black Eagle                                | Eric Karson                                          | Jean-Claude Van Damme, Doran Clark, Bruce French              | Statele Unite ale Americii                                                         | Action thriller, martial arts film        |
| Bloodsport                                 | Newt Arnold                                          | Jean-Claude Van Damme, Donald Gibb, Leah Ayres                | Statele Unite ale Americii                                                         | Martial arts film                         |
| Braddock: Missing in Action 3              | Aaron Norris                                         | Chuck Norris, Aki Aleong, Roland Harrah III                   | Statele Unite ale Americii                                                         | [ 205 ]                                   |
| Bulletproof                                | Steve Carver                                         | Gary Busey, Darlanne Fluegel, Henry Silva                     | Statele Unite ale Americii                                                         | [ 206 ]                                   |
| China O'Brien                              | Robert Clouse                                        | Cynthia Rothrock                                              | Statele Unite ale Americii · Hong Kong                                             | [ 207 ]                                   |
| "Crocodile" Dundee II                      | John Cornell                                         | Paul Hogan, Linda Kozlowski, John Meillon                     | Australia · Statele Unite ale Americii                                             | [ 208 ]                                   |
| The Dead Pool                              | Buddy Van Horn                                       | Clint Eastwood, Patricia Clarkson, Evan Kim                   | Statele Unite ale Americii                                                         | Action thriller                           |
| Die Hard                                   | John McTiernan                                       | Bruce Willis, Alan Rickman, Bonnie Bedelia                    | Statele Unite ale Americii                                                         | Action thriller                           |
| Dragons Forever                            | Sammo Hung                                           | Jackie Chan, Sammo Hung, Yuen Biao                            | Republica Populară Chineză · Hong Kong                                             | [ 211 ]                                   |
| Hero and the Terror                        | William Tannen                                       | Chuck Norris, Brynn Thayer, Steve James                       | Statele Unite ale Americii                                                         | [ 212 ]                                   |
| The Inspector Wears Skirts                 | Wellson Chin Sing-Wai                                | Sibelle Hu, Ellen Chan, Sandra Ng                             | Hong Kong                                                                          | Action comedy                             |
| Maniac Cop                                 | William Lustig                                       | Tom Atkins, Bruce Campbell, Laurene Landon                    | Statele Unite ale Americii                                                         | [ 214 ]                                   |
| Messenger of Death                         | J. Lee Thompson                                      | Charles Bronson, Trish VanDevere, Laurence Luckinbill         | Statele Unite ale Americii                                                         | Action thriller                           |
| Midnight Run                               | Martin Brest                                         | Robert De Niro, Charles Grodin, Yaphet Kotto                  | Statele Unite ale Americii                                                         | Action comedy                             |
| Ne Reveillez Pas Un Flic Qui Dort          | José Pinheiro                                        | Alain Delon, Michel Serrault, Patrick Catalifo                | Franța                                                                             | Action thriller                           |
| Police Story 2                             | Jackie Chan                                          | Jackie Chan, Maggie Cheung                                    | Hong Kong                                                                          | Martial arts film                         |
| Rambo III                                  | Peter MacDonald                                      | Sylvester Stallone, Richard Crenna, Marc de Jonge             | Statele Unite ale Americii                                                         | Action thriller                           |
| Red Heat                                   | Walter Hill                                          | Arnold Schwarzenegger, James Belushi, Peter Boyle             | Statele Unite ale Americii                                                         | Action thriller                           |
| Shoot to Kill                              | Roger Spottiswoode                                   | Sidney Poitier, Tom Berenger, Kirstie Alley                   | Statele Unite ale Americii                                                         | Action thriller                           |
| Striker                                    | Stephen M. Andrews, Enzo G. Castellari               | Frank Zagarino, John Phillip Law, John Steiner                | Statele Unite ale Americii · Italia                                                | [ 222 ]                                   |
| They Live                                  | John Carpenter                                       | Roddy Piper, Keith David, Meg Foster                          | Statele Unite ale Americii                                                         | Science fiction action                    |
| Tiger on Beat                              | Lau Kar-Leung                                        | Chow Yun-fat, Conan Lee, Nina Li                              | Hong Kong                                                                          | [ 224 ]                                   |
| 1989                                       |                                                      |                                                               |                                                                                    |                                           |
| Batman                                     | Tim Burton                                           | Michael Keaton, Jack Nicholson, Kim Basinger                  | Statele Unite ale Americii                                                         | [ 225 ]                                   |
| A Better Tomorrow 3                        | Tsui Hark                                            | Chow Yun-fat, Anita Mui, Tony Leung Kar-Fai                   | Hong Kong                                                                          | [ 226 ]                                   |
| American Ninja 3: Blood Hunt               | Cedric Sundstrom                                     | David Bradley, Steve James, Marjoe Gortner                    | Statele Unite ale Americii                                                         | [ 227 ]                                   |
| Black Rain                                 | Ridley Scott                                         | Michael Douglas, Andy García, Ken Takakura                    | Statele Unite ale Americii                                                         | [ 228 ]                                   |
| Bloodfist                                  | Terence H. Winkless                                  | Don "The Dragon" Wilson, Joe Mari Avellana, Michael Shaner    | Statele Unite ale Americii                                                         | [ 229 ]                                   |
| Comando de la Muerte                       | Alfredo Gurrola                                      | Sergio Goyri, Jorge Luke, Cesar Sobrevals                     | Mexic                                                                              | [ 230 ]                                   |
| Cyborg                                     | Albert Pyun                                          | Jean-Claude Van Damme, Deborah Richter, Vincent Klyn          | Statele Unite ale Americii                                                         | Science fiction action, martial arts film |
| Dead Bang                                  | John Frankenheimer                                   | Don Johnson, Penelope Ann Miller, William Forsythe            | Statele Unite ale Americii                                                         | [ 232 ]                                   |
| Fatal Vacation                             | Eric Tsang                                           | Bernardo Bernardo, Emily Kwan, Spanky Manikan                 | Hong Kong                                                                          | [ 233 ]                                   |
| Ghostbusters 2                             | Ivan Reitman                                         | Bill Murray, Dan Aykroyd, Sigourney Weaver                    | Statele Unite ale Americii                                                         | Action comedy                             |
| God of Gamblers                            | Wong Jing                                            | Chow Yun-fat, Andy Lau, Joey Wong                             | Hong Kong                                                                          | [ 235 ]                                   |
| Indiana Jones and the Last Crusade         | Steven Spielberg                                     | Harrison Ford, Sean Connery, Denholm Elliott                  | Statele Unite ale Americii                                                         | [ 236 ]                                   |
| K-9                                        | Rod Daniel                                           | James Belushi, Mel Harris, Kevin Tighe                        | Statele Unite ale Americii                                                         | [ 237 ]                                   |
| Kickboxer                                  | Mark di Salle, David Worth                           | Jean-Claude Van Damme, Dennis Alexio, Dennis Chan             | Statele Unite ale Americii                                                         | [ 238 ]                                   |
| The Killer                                 | John Woo                                             | Chow Yun-fat, Danny Lee, Sally Yeh                            | Hong Kong                                                                          | [ 239 ]                                   |
| Kinjite: Forbidden Subjects                | J. Lee Thompson                                      | Charles Bronson, Perry Lopez, James Pax                       | Statele Unite ale Americii                                                         | [ 240 ]                                   |
| Lethal Weapon 2                            | Richard Donner                                       | Mel Gibson, Danny Glover, Joe Pesci                           | Statele Unite ale Americii                                                         | [ 241 ]                                   |
| Licence to Kill                            | John Glen                                            | Timothy Dalton, Carey Lowell, Robert Davi                     | Regatul Unit al Marii Britanii și al Irlandei de Nord                              | [ 242 ]                                   |
| The Master                                 | Tsui Hark                                            | Jet Li, Yuen Wah                                              | Hong Kong                                                                          | [ 243 ]                                   |
| Next of Kin                                | John Irvin                                           | Patrick Swayze, Liam Neeson, Adam Baldwin                     | Statele Unite ale Americii                                                         | [ 244 ]                                   |
| Pink Cadillac                              | Buddy Van Horn                                       | Clint Eastwood, Bernadette Peters, Timothy Carhart            | Statele Unite ale Americii                                                         | [ 245 ]                                   |
| The Punisher                               | Mark Goldblatt                                       | Dolph Lundgren, Louis Gossett, Jr., Jeroen Krabbé             | Statele Unite ale Americii · Australia                                             | [ 246 ]                                   |
| Red Scorpion                               | Joseph Zito                                          | Dolph Lundgren, M. Emmet Walsh, Al White                      | Statele Unite ale Americii                                                         | [ 247 ]                                   |
| Road House                                 | Rowdy Herrington                                     | Patrick Swayze, Kelly Lynch, Sam Elliott                      | Statele Unite ale Americii                                                         | [ 248 ]                                   |
| Samurai Cop                                | Amir Shervan                                         | Robert Z'Dar, Matt Hannon, Jannis Farley                      | Statele Unite ale Americii                                                         | [ 249 ]                                   |
| Tango & Cash                               | Andrei Konchalovsky                                  | Sylvester Stallone, Kurt Russell, Teri Hatcher                | Statele Unite ale Americii                                                         | [ 250 ]                                   |
| Violent Cop                                | Beat Takeshi Kitano                                  | Beat Takeshi Kitano                                           | Japonia                                                                            | Action thriller                           |